# Streets of Gold
Streets Of Gold es el tercer álbum de estudio de Colorado electrónica dúo de 3OH! 3 . Este es su segundo álbum a ser producido por Matt Squire y lanzado en el sello discográfico Photo Finish. Fue lanzado el 29 de junio de 2010 en los Estados Unidos y 19 de julio de 2010 en el Reino Unido. El álbum debutó en el número siete en los Billboard 200 de EE. UU., vendiendo 41 000 copias en su primera semana. Tras su liberación, Streets of Gold recibió críticas mixtas de los críticos en general, la mayoría de la música.

## Antecedentes
3OH! 3 dio a conocer un video de la canción "House Party" el 8 de abril como un reclamo para Streets of Gold . [ 4 ] El grupo contrató a Andrew WK que hacer un remix de rock de "House Party", que fue lanzado el viernes por virus 16 de abril de 2010. 3OH! 3 se había reunido Andrew WK en una fiesta en su casa en Memphis, Tennessee. [ 5 ] El primer sencillo, " My First Kiss "fue lanzado en su página web a las 3:03 p. m. EST 3 de mayo. Y en formato digital a la medianoche de mayo 4. El 18 de mayo de 2010, la canción " Touchin 'en Mi "fue lanzado exclusivamente en iTunes Store . [ 7 ] 3OH! 3 planea lanzar una nueva canción cada martes hasta el lanzamiento del álbum. " Déjà Vu ", fue lanzado el 1 de junio, y" Double Vision "fue lanzado el 15 de junio. El 8 de junio, la canción "I Can Do Anything" fue puesto en libertad solo para los miembros de la 3OH! 3 página web. La canción "I Know How To Say" fue utilizado en un tráiler de la película animada de Disney Mars Needs Moms . Un extracto de la versión instrumental de la canción se puede escuchar en la página oficial Mars Needs Moms sitio web

## Lista de canciones
| N.º | Título                            | Additional producer(s)          | Duración |  |
| 1.  | «Beaumount»                       |                                 | 1:08     |  |
| 2.  | «I Can Do Anything»               |                                 | 3:10     |  |
| 3.  | «My First Kiss» (featuring Kesha) | Lukasz Gottwald, Benjamin Levin | 3:12     |  |
| 4.  | «Déjà Vu»                         | Greg Kurstin                    | 3:04     |  |
| 5.  | «We Are Young»                    |                                 | 3:20     |  |
| 6.  | «Touchin' on My»                  |                                 | 3:02     |  |
| 7.  | «House Party»                     |                                 | 3:06     |  |
| 8.  | «R.I.P.»                          |                                 | 3:44     |  |
| 9.  | «I Know How to Say»               | Kurstin                         | 3:14     |  |
| 10. | «Double Vision»                   | Levin                           | 3:10     |  |
| 11. | «I'm Not the One»                 | Kurstin                         | 4:10     |  |
| 12. | «Streets of Gold»                 | Gottwald, Levin                 | 3:12     |  |
| 13. | «See You Go»                      |                                 | 2:48     |  |
| 14. | «Love 2012»                       |                                 | 3:56     |  |

| Australian, Japanese, Polish and UK editions |                                     |          |  |
| N.º                                          | Título                              | Duración |  |
| 15.                                          | «Don't Trust Me»                    | 3:14     |  |
| 16.                                          | «Starstrukk» (featuring Katy Perry) | 3:23     |  |

- Datos: Q1935113